# Leiolepis belliana
Espèce
Synonymes
- Uromastyx belliana Hardwicke & Gray, 1827

Leiolepis belliana est une espèce de sauriens de la famille des Agamidae.

## Répartition
Cette espèce d'agame se rencontre en Birmanie, en Thaïlande, au Cambodge, au Viêt Nam, en Malaisie et en Indonésie à Sumatra et à Bangka.

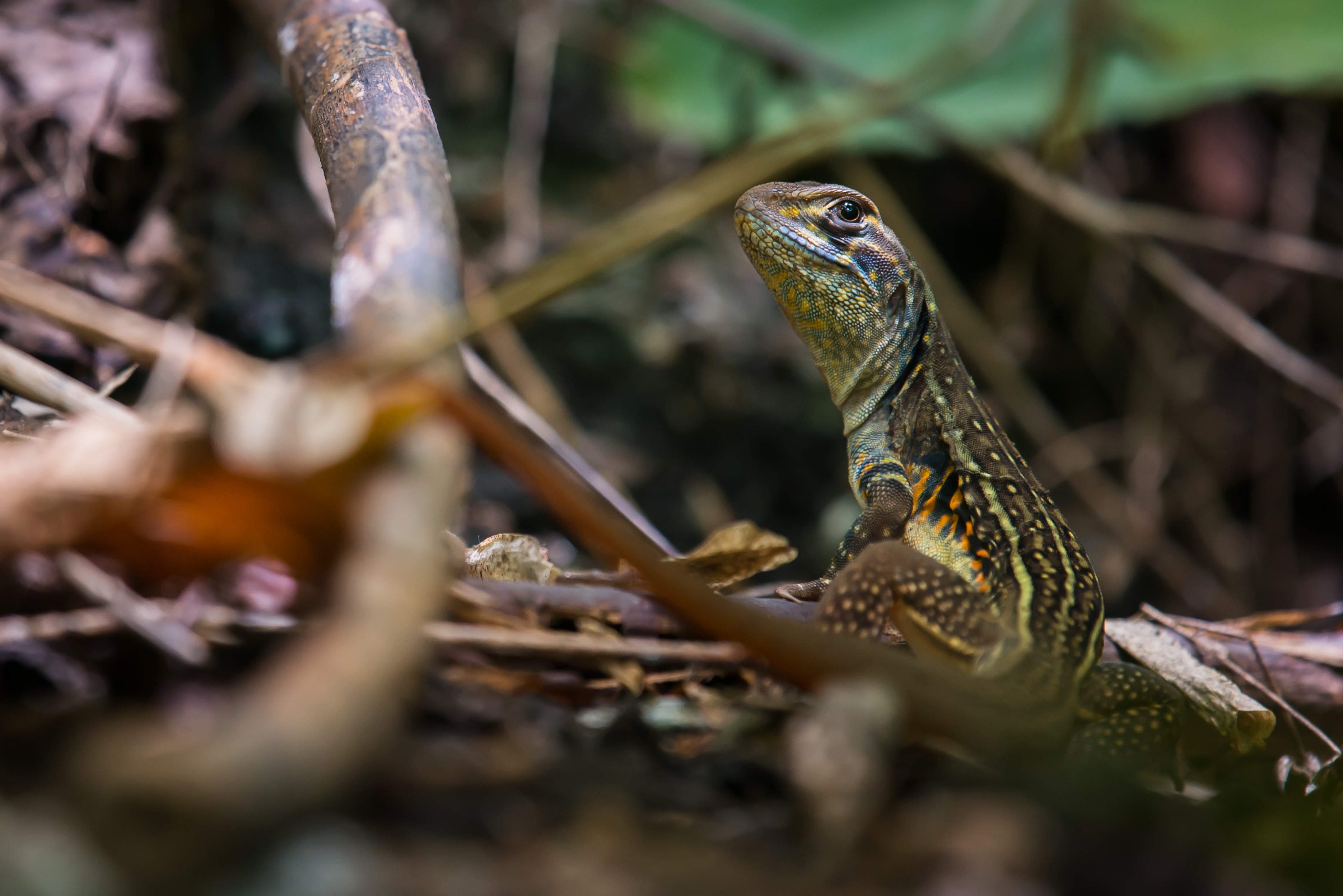
Lézard leiolepis belliana, sanctuaire de faune de Huai Kha Khaeng, Thaïlande

Sa présence au Laos est incertaine.

## Liste des sous-espèces
Selon The Reptile Database (23 mars 2012) :
- Leiolepis belliana belliana (Hardwicke & Gray, 1827)
- Leiolepis belliana ocellata Peters, 1971

## Étymologie
Cette espèce est nommée en l'honneur de Thomas Bell.

## Publications originales
- Hardwicke & Gray, 1827 : A synopsis of the species of saurian reptiles, collected in India by Major-General Hardwicke. 	The Zoological Journal, London, vol. 3, p. 214-229 (texte intégral).
- Peters, 1971 : Die intragenerischen Gruppen und die Phylogenese der Schmetterlingsagamen (Agamidae: Leiolepis). Zoologische Jahrbücher Abteilung für Systematik, Ökologie und Geographie der Tiere,  vol. 98, p. 11-130.